# Podregion Hämeenlinna
Podregion Hämeenlinna (fiń. Hämeenlinnan seutukunta) – podregion w Finlandii, w regionie Kanta-Häme.
W skład podregionu wchodzą gminy:
- Hattula,
- Hämeenlinna,
- Janakkala.